# Runowo (województwo zachodniopomorskie)
Runowo (niem. Ruhnow) – wieś w Polsce położona w województwie zachodniopomorskim, w powiecie łobeskim, w gminie Węgorzyno.
W latach 1975–1998 miejscowość położona była w województwie szczecińskim.
Pierwsza wzmianka o wsi, która nazywała się Runow pochodzi z roku 1345. W średniowieczu posiadłość rodu von Wedel, przekazana następnie w lenno rodzinie Rode. Od 1750 roku ponownie w rękach rodziny Wedel. W 1866 roku we wsi mieszkało 365 osób w 16 domach, a w folwarku – 248 osób w 16 domach. Wieś posiadała wówczas restaurację i szkołę, do której w 1870 roku uczęszczało 105 uczniów. Na cmentarzu przykościelnym pomnik z głazów, upamiętniający mieszkańców wsi poległych w czasie I wojny światowej. Obecnie pełni funkcję kapliczki. W czasie II wojny światowej obóz pracy przymusowej.

## Zabytki
- park dworski, pozostałość po dworze[5].
- kościół parafialny pw. św. Tomasza Apostoła z XV wieku, późnogotycki, przebudowany w 1860 roku, murowany z kamienia, wschodni szczyt ozdobiony blendami. Dach kryty blachą. Neogotycka wieża z 1882 roku z cegły glazurowanej. Wyposażenie renesansowe z XVIII wieku. W małych okienkach w ścianach północnej i południowej oraz w dwóch oknach ściany wschodniej witraże z herbami. Wpisany 5 lutego 1957 r. do rejestru zabytków pod nr 213[6].